# Грушуваха
Грушува́ха — село в Україні, у Барвінківській міській громаді Ізюмського району Харківської області. Населення становить 860 осіб. До 2020 орган місцевого самоврядування — Барвінківська міська громада.

## Географія
Село Грушуваха знаходиться на правому березі каналу Дніпро-Донбас, у місці, де для цього використовується русло річки Берека, є міст. На північному сході заболочені луки з озерами. Село перетинає балка Широка, якою протікає пересихаючий струмок. Поруч проходять автомобільні дороги Р79, Т 2110.

## Історія
На території села знайдені курганні поховання ямної культури (друга половина III тис. до н. е.).
Село вперше згадується у 1786 році.
За даними на 1864 рік у казенній слободі Грушуваха (Трушуваха) Ізюмського повіту Харківської губернії мешкало 1637 осіб (833 чоловічої статі та 804 — жіночої), налічувалось 246 дворових господарств, існувала православна церква, відбувався 3 щорічних ярмарки.
Станом на 1885 рік у колишній державній слободі Великокомишуваської волості мешкало 3705 осіб, налічувалось 405 дворових господарства, існували православна церква, школа та 2 лавки.
За переписом 1897 року кількість мешканців зросла до 3164 осіб (1525 чоловічої статі та 1639 — жіночої), з яких 3164 — православної віри.
Село постраждало внаслідок геноциду українського народу, проведеного урядом СССР в 1932–1933 роках.
12 червня 2020 року, відповідно до Розпорядження Кабінету Міністрів України  № 725-р «Про визначення адміністративних центрів та затвердження територій територіальних громад Харківської області», увійшло до складу Барвінківської міської територіальної громади.
19 липня 2020 року, в результаті адміністративно-територіальної реформи та ліквідації Барвінківського району, село увійшло до складу Ізюмського району.
В 2022 році під час війни село сильно постраждало внаслідок російських обстрілів.

## Населення

### Мова
Розподіл населення за рідною мовою за даними перепису 2001 року:
| Мова       | Кількість | Відсоток |
| ---------- | --------- | -------- |
| українська | 828       | 96.28%   |
| російська  | 32        | 3.72%    |
| Усього     | 860       | 100%     |

## Економіка
- В селі є кілька молочно-товарних, свино-товарна і птахо-товарна ферми, господарство з вирощування троянд, продуктові магазини.

## Культура
- Школа
- Клуб
- Спортивний майданчик

## Релігія
- Свято-Миколаївський храм.

## Відомі люди
- Макогон Іван Васильович — український скульптор.